# Липовице (Лопаре)
Липовице су насељено мјесто у општини Лопаре, Република Српска, БиХ. Према попису становништва из 1991. у насељу је живјело 391 становника.

## Становништво
| Демографија | Демографија | Демографија |
| Година      | Становника  | Становника  |
| ----------- | ----------- | ----------- |
| 1961.       | 563         |             |
| 1971.       | 620         |             |
| 1981.       | 509         |             |
| 1991.       | 391         |             |